# Moonlight Syndrome
Moonlight Syndrome (ムーンライトシンドローム ()) est un jeu vidéo d'aventure sorti le 9 octobre 1997 au Japon seulement, édité et développé par Human Entertainment.